# Liste der Monuments historiques in Montmain (Côte-d’Or)
Die Liste der Monuments historiques in Montmain führt die Monuments historiques in der französischen Gemeinde Montmain auf.

## Liste der Objekte
| Bezeichnung                    | Beschreibung                                          | Standort                        | Kennzeichnung | Schutzstatus | Datum | Bild |
| ------------------------------ | ----------------------------------------------------- | ------------------------------- | ------------- | ------------ | ----- | ---- |
| Grabstein für Jean de Lugny    | Kalkstein, bezeichnet 1398                            | in der Kirche St-Laurent (Lage) | PM21001577    | Classé       | 1901  |      |
| Gemälde Anbetung der Könige    | Ölfarbe auf Leinwand, Holzrahmen, 17. Jahrhundert     | in der Kirche St-Laurent (Lage) | PM21001578    | Classé       | 1962  |      |
| Epitaph für Philiberte Bourrée | Kalkstein, bemalt, bezeichnet 1722                    | in der Kirche St-Laurent (Lage) | PM21001580    | Classé       | 1964  |      |
| Skulptur Madonna mit Kind      | Kalkstein, farbig gefasst, um 1500                    | in der Kirche St-Laurent (Lage) | PM21001581    | Classé       | 1988  |      |
| Schlussstein                   | Kalkstein, bemalt, zweite Hälfte des 17. Jahrhunderts | in der Kirche St-Laurent (Lage) | PM21001579    | Classé       | 1964  |      |